# Brendon Hartley
Brendon Hartley (n. 10 noiembrie 1989, Palmerston North⁠(d), Manawatū-Whanganui Region⁠(d), Noua Zeelandă) este un fost pilot de Formula 1. De-a lungul carierei a luat startul în 25 de curse, niciuna din pole-position. Nu a câștigat nicio cursă și nu a terminat niciodată pe podium, acumulând 4 puncte în întreaga activitate ca pilot de Formula 1.